# H.323
H.323 è uno standard di telecomunicazione creato nel 1996 dall'Unione internazionale delle telecomunicazioni. La sua creazione fu indotta dalla crescita della comunicazione multimediale su reti a commutazione di pacchetto.

## Descrizione
H.323 fu progettato con l'obiettivo principale di promuovere uno standard per gli utenti delle sessioni di comunicazione audio, video e dati attraverso reti non orientate alla connessione dove non è garantita la qualità di servizio (QoS), come sono le reti IP. Implementando l'H.323, i prodotti e le applicazioni multimediali di differenti produttori possono operare congiuntamente senza problemi di compatibilità.
Le reti a commutazione di pacchetto (PBN) possono includere: reti locali, per esempio all'interno di imprese (LAN), reti metropolitane (MAN), intranet e Internet.
La LAN in cui sono connessi i terminali H.323, può essere un semplice segmento o un anello, o segmenti multipli (è il caso di Internet) con una topologia complessa, cosa che può condizionare un rendimento maggiore o migliore.
Il protocollo H.323 definisce severe specifiche a livello di computer, equipaggiamento e servizi nonché tutti gli aspetti della trasmissione della chiamata, dal suo stabilimento fino alle capacità di commutazione e disponibilità delle risorse di rete.
Abbiamo visto che H.323 definisce la trasmissione multimediale su IP. H.323 fa parte della famiglia H.32x di raccomandazioni della ITU-T. Le altre raccomandazioni specificano i servizi di comunicazione multimediale attraverso altri mezzi:
| Raccomandazioni | Mezzi                                     |
| --------------- | ----------------------------------------- |
| H.323           | Packet Based Network (PBN)                |
| H.320           | Rete Digitale di Servizi Integrati (ISDN) |
| H.321 e H.310   | Modo di Trasferimento Asincrono (ATM)     |
| H.324           | Rete di Comunicazione di Circuiti (SCN)   |
| H.322           | LAN con QoS garantita                     |

	Per la conferenza di dati si basa sulla norma T.120, e per questo, anche tutto insieme supporta le applicazioni multimediali.
La prima versione di H.323 (1996) non garantiva la QoS. La comparsa e il successo di VoIP spinsero alla revisione di H.323 nel 1998. Così si trasforma in uno standard ottimo nel suo campo e grazie al quale si riducono i costi per l'utente.
Fra le modifiche introdotte nel 2006, con la pubblicazione della sesta versione, spiccano:
- fax-over-packet networks
- gatekeeper-gatekeeper communications
- fase-connection mechanisms

Nel dicembre 2009 è stata distribuita la settima versione.
Lo standard fu progettato specificamente con il seguente proposito:
- Basarsi sugli standard già esistenti, includendo H.320, il Protocollo di Trasporto in tempo reale (RTP) e Q.931
- Incorporare alcuni dei vantaggi che le reti di commutazione di pacchetti offrono per trasportare dati in tempo reale.
- Trovare una soluzione al problema che individuano le reti di commutazione di pacchetti per l'invio di dati in tempo reale.

Chi ha progettato H.323 sa che le caratteristiche della comunicazione sono differenti a seconda del luogo, degli utenti, delle compagnie telefoniche e del tempo. Visti questi fattori, i progettisti di H.323 lo programmarono in modo tale che i produttori degli impianti potessero aggiungere le proprie specificità al protocollo e potessero definire altre strutture di standard che permettessero ai dispositivi di acquisire nuove caratteristiche o capacità.
Rispetto alla sua implementazione, viene utilizzato da varie applicazioni di tempo reale, come NetMeeting e Ekiga.
In particolare Ekiga usa il progetto del codice aperto OpenH.323. Questo progetto offre:
- Finalizzazione VoIP
- Assistenza Fax su IP (FoIP)
- Hosting, conferencing, transcoding Multipoint Control Unit (MCU).
- Video Conferencing
- Automated Bulk Call Delivery

H.323 riduce significativamente il costo delle comunicazioni e facilita la creazione veloce di nuovi servizi che prima non erano possibili.
H.323 portò con sé la possibilità d'integrarsi con Internet e World Wide Web e ci dà servizi della PSTN come la vendita di chiamate di transito, servizi di carte, chiamate prepagamento, servizi di voce e video residenziali e aziendali e tanti altri.
Con H.323 gli utenti in paesi remoti possono, simultaneamente e in tempo reale, tramite Internet, mantenere una connessione di video ed editare un documento, con i loro PC.
H.323 permette ai loro utenti di programmare in base alle esigenze dei consumatori i loro telefoni e servizi, localizzare utenti o trasferire chiamate, usando l'interfaccia HTTP tra clienti H.323 e un server nella rete.